# Ahimsa (U2 & A.R. Rahman)
Singles de U2 et A.R. Rahman
Landlady
(2018) Your Song Saved My Life
(2021)
Clip vidéo
Ahimsa de U2 et A.R. Rahman, sur Youtube
Ahimsa est une chanson du groupe de rock irlandais U2 et du musicien indien A.R. Rahman, sortie en single le 22 novembre 2019,.
La chanson a des influences indiennes. L'idée d'enregistrer la chanson nait lorsque U2 annonce en septembre 2019 qu'il se produira pour la première fois en Inde en décembre de la même année. Rahman et le groupe irlandais se rencontrent alors à New York, aux Electric Lady Studios, pour esquisser les lignes directrices du projet musical qui mènera à la naissance de la chanson.
Le mot « ahimsa » vient du sanskrit et signifie « non-violence ». Dans la version indienne du magazine musical Rolling Stone, A.R. Rahman explique ce que représente le concept du morceau : « Parfois, nous devons rappeler aux gens l'amour, l'ahimsa. Il faut beaucoup de courage pour ne pas recourir à la violence. Cela demande beaucoup de force. Ce n'est pas une faiblesse. » De son côté, Bono, le leader de U2, rappelle à quel point l'engagement du groupe irlandais en faveur du respect des droits de l'homme est un élément clé de leur travail et comment Martin Luther King a été pour eux un témoin. De plus, Martin Luther King lui-même a vu un exemple dans Gandhi.

## Enregistrement
La chanson commence et se termine par un chœur de femmes composé de Raheema et Khatija, les filles de Rahman, chantant des vers tirés du livre Tirukkural, écrit en tamoul.

## Pistes
- 1 * Ahimsa – 3'51
- 2 * Ahimsa (KSHMR Remix) – 3'06

## Musiciens

### U2
- Bono – chant
- The Edge – guitare solo
- Adam Clayton – basse
- Larry Mullen, Jr. – batterie, percussions

### Allah Rakha Rahman
- Allah Rakha Rahman – clavier, deuxième voix
- Raheema et Khatija – chœurs